# Cendrillon, ou la Pantoufle merveilleuse
Pour plus de détails, voir Fiche technique et Distribution.
Cendrillon, ou la Pantoufle merveilleuse est un film muet français de court métrage réalisé par Albert Capellani, sorti en 1907.

## Synopsis
Le film, adapté du conte tiré des Contes de ma mère l'Oye de Charles Perrault, Cendrillon ou la Petite Pantoufle de verre, raconte l'histoire merveilleuse d'une jeune fille, délaissée par sa belle-mère et ses 2 belles-sœurs, cantonnée dans la cuisine, qui, grâce aux pouvoirs magiques de sa marraine, qui était une fée, va se rendre au bal auquel assistent ses belles-sœurs, dans une citrouille transformée en carrosse, et rencontrer un prince très riche, qui tombe amoureux d'elle ...

## Fiche technique
- Titre : Cendrillon, ou la Pantoufle merveilleuse
- Réalisation : Albert Capellani
- Scénario : Albert Capellani, d'après le conte de Charles Perrault
- Cadre : Georgette Méliès
- Producteur : Ferdinand Zecca
- Société de production : Pathé Frères
- Pays de production :  France
- Métrage : 295 mètres
- Format : Noir et blanc et partiellement Couleur (colorisé à la main) — 35 mm — 1,33:1 — Muet
- Genre : Film dramatique, Film de fantasy
- Durée : 15 minutes
- Dates de sortie :
  - France : 15 février 1907
  - États-Unis : 16 mars 1907

## Distribution
- Louise Lagrange : Cendrillon